# Гэй, Джамал
Джамал Гэй (англ. Jamal Bevon Gay, род. 9 февраля 1989 года, Арима, Тринидад и Тобаго) — тринидадский футболист, полузащитник клуба «Сент-Эннс Рейнджерс». Бывший игрок сборной Тринидада и Тобаго.

## Карьера

### Клубная
Начинал свою профессиональную карьеру в тринидадском клубе «Джо Паблик». Через год Гэй попал в состав команды Второй немецкой Бундеслиги «Рот-Вайсс Оберхаузен». За весь сезон Гэй провел за него только 2 игры, после чего он вернулся на родину. С 2011 года полузащитник выступал за «Каледонию Эй-Ай-Эй». В 2014 году Гэй вернулся в Европу. Там он на правах аренды играет за финский «РоПС».

### В сборной
За сборную Тринидада и Тобаго дебютировал в 2008 году в игре против сборной Сальвадора. Через два месяца в матче против сборной Барбадоса Гэй открыл счет своим голам за «сока уориорз». До этого он вызывался в молодёжную сборную страны.

## Достижения

### Международные
- Финалист Клубного чемпионата КФС (1): 2012.

### Национальные
- Чемпион Тринидада и Тобаго (2): 2011/12, 2012/13.